# Campeonato Súper-X Monster de la GPCW
El Campeonato Súper-X Monster de la GPCW (GPCW SUPER-X Monster Championship en inglés) fue un campeonato de lucha libre profesional de la empresa Grand Prix Championship Wrestling, pero defendido en Asistencia Asesoría y Administración (AAA).

## Historia
El campeonato fue creado en el debut de la empresa de Juventud Guerrera Grand Prix Championship Wrestling (GPCW), en diciembre de 2004.
El título fue desactivado el 16 de septiembre de 2007, durante el torneo de unificación para sacar al nuevo Megacampeonato Unificado de Peso Completo de la AAA.

## Lista de campeones
| Luchador:   | Reinado N°: | Derrotó a:                       | Fecha:                   | Show o Evento:               | Días: |
| ----------- | ----------- | -------------------------------- | ------------------------ | ---------------------------- | ----- |
| Cibernético | 1           | Konnan                           | 10 de diciembre de 2004  | Xochimilco, Distrito Federal | 233   |
| La Parka    | 1           | Cibernético                      | 31 de julio de 2005      | Monterrey, Nuevo León        | 749   |
| El Mesías   | 1           | La Parka                         | 19 de agosto de 2007     | Salamanca, Guanajuato        | 28    |
| Unificado   | N/A         | Para crear el Megacampeonato AAA | 16 de septiembre de 2007 | Guadalajara, Jalisco         |       |

## Reinados más largos
| Luchador:   | Días: | Fecha en que ganó:      | Fecha en que perdió:     | Notas:            |
| ----------- | ----- | ----------------------- | ------------------------ | ----------------- |
| La Parka    | 749   | 31 de julio de 2005     | 19 de agosto de 2007     | Su primer reinado |
| Cibernético | 233   | 10 de diciembre de 2004 | 31 de julio de 2005      | Su primer reinado |
| El Mesías   | 28    | 19 de agosto de 2007    | 16 de septiembre de 2007 | Su primer reinado |

## Datos interesantes
- Reinado más largo: La Parka, 749 días.
- Reinado más corto: El Mesías, 28 días.
- Campeón más viejo: La Parka, 39 años.
- Campeón más joven: Cibernético, 29 años.
- Campeón más pesado: El Mesías, 111 kg (244 lb).
- Campeón más liviano: La Parka, 98 kg (216 lb).